# Réserve naturelle nationale de Kahaualeʻa
La réserve naturelle nationale de Kahaualeʻa, en anglais Kahaualeʻa Natural Area Reserve, est une réserve forestière des États-Unis située à Hawaï, sur l'île d'Hawaï, sur le flanc oriental du Kīlauea.